# Giuseppe Materazzi
Giuseppe Materazzi (Arborea, 5 januari 1946) is een voormalig Italiaans voetballer en voetbaltrainer. Hij is de vader van ex-voetballer Marco Materazzi.

## Carrière

### Spelerscarrière
Materazzi startte z'n carrière bij Tempio, waar US Lecce hem in 1968 kwam halen. Materazzi droeg zeven seizoenen lang het shirt van Lecce, waarin hij 228 wedstrijden in de Serie C speelde. Hij speelde daarna nog voor Reggina Calcio, AS Bari en Real Cerretese. In 1979 zette hij een punt achter z'n spelerscarrière.

### Trainerscarrière
Materazzi startte z'n trainerscarrière waar hij z'n spelerscarrière eindigde: bij Real Cerretese, toen uitkomend in de Serie C2. Na enkele clubs in de lagere afdelingen te hebben gecoacht, maakte hij in het seizoen 1987/88 zijn debuut in de Serie A met AC Pisa 1909. Materazzi eindigde dertiende met Pisa. Vervolgens was hij twee seizoenen trainer van SS Lazio, waarna hij naar tweedeklasser ACR Messina trok.
Zijn langste periode als trainer beleefde hij bij AS Bari, waar hij vier jaar bleef - waaronder twee jaar in de Serie A. Na nog enkele clubs in de Serie A en Serie B te hebben gecoacht (Calcio Padova, Brescia Calcio, Piacenza Calcio) ging hij voor het eerst naar het buitenland: in juli 1999 werd hij trainer van Sporting Lissabon. In september 1999 werd hij echter al ontslagen, mede door de vroegtijdige uitschakeling in de UEFA Cup tegen het Noorse Viking FK.
In november 1999 werd hij door SSC Venezia aangesteld als opvolger van de ontslagen Luciano Spalletti, maar amper 27 dagen later werd hij al ontslagen en werd Spaletti opnieuw aangenomen.
Na korte passages bij Cagliari Calcio en FC Crotone ging Materazzi in 2003 opnieuw naar het buitenland, ditmaal naar het Chinese Tianjin Teda. Hij tekende er een contract voor drie seizoenen, maar bleef uiteindelijk maar een jaar.
Op 26 februari 2007 keerde Materazzi terug naar z'n ex-club AS Bari. Materazzi slaagde erin om de club in de Serie B te houden en startte ook het seizoen 2007/08 met de club, maar op 27 december 2007 werd hij ontslagen na de 4-0-nederlaag tegen US Lecce.
In 2009 was hij twee maanden trainer bij het Griekse Olympiakos Volos, in 2010 slechts drie dagen bij het Roemeense FC Brașov. Nadien coachte hij enkele clubs in de Italiaanse lagere divisies. Sinds 2016 is hij trainer van de vrouwenploeg van SS Lazio.